# Robert Emhardt
Robert Emhardt est un acteur américain né le 24 juillet 1914 à Indianapolis, Indiana (États-Unis), mort le 26 décembre 1994 à Ojai (Californie).

## Filmographie
- 1939 : Marco Millions (TV)
- 1948 : Studio One (série télévisée) : Joe Phelps
- 1952 : La Maîtresse de fer (The Iron Mistress) : Gen. Cuny
- 1955 : Le Grand Couteau (The Big Knife) : Bit Part
- 1957 : 3 h 10 pour Yuma (3:10 to Yuma) : Mr. Butterfield, Stage Line Owner
- 1958 : All the King's Men (TV)
- 1958 : L'Or du Hollandais (The Badlanders) : Sample (bar owner)
- 1960 : L'Île des Sans-soucis (Wake Me When It's Over) de Mervyn LeRoy : Joab Martinson
- 1960 : The Sacco-Vanzetti Story (feuilleton TV) : Governor Fuller
- 1960 : Les Incorruptibles, L'Histoire de Larry Fay
- 1961 : Les Bas-fonds new-yorkais (Underworld U.S.A.) : Earl Connors
- 1962 : The Intruder de Roger Corman : Verne Shipman
- 1962 : Un direct au cœur (Kid Galahad) de Phil Karlson : Maynard (the cook)
- 1962 : The Mooncussers (en) (TV) : Mr. Wick
- 1965 : Kilroy (série télévisée) : The Mayor
- 1966 : Le Groupe (The Group) : Henry Andrews (Polly's father)
- 1966 : Les Mystères de l'Ouest (The Wild Wild West), de Michael Garrison (série télévisée)
  - La Nuit du Bison à deux Pattes (The Night of the Two-Legged Buffalo), Saison 1 épisode 23, de Edward Dein : Claude Duchamps
  - La Nuit des Traquenards (The Night of the Tottering Tontine), Saison 2 épisode 16, de Irving J. Moore : Grevely**
- 1966 : Les Envahisseurs Cauchemar Oliver Ames
- 1967 : Hostile Guns (it) de R. G. Springsteen : R. C. Crawford
- 1968 : Que faisiez-vous quand les lumières se sont éteintes ? (Where Were You When the Lights Went Out ?), de Hy Averback : Otis J. Hendershot Sr
- 1969 : U.M.C. (TV) : Judge
- 1969 : Un raton nommé Rascal (Rascal) : Constable Stacey
- 1969 : Change of Habit : The Banker
- 1970 : Trois Réservistes en java (Suppose They Gave a War and Nobody Came?) de Hy Averback : Lester Calhoun
- 1970 : The Boy Who Stole the Elephant (TV) : Cy Brown
- 1971 : L'Homme de la loi (Lawman) de Michael Winner : Hersham
- 1971 : Lock, Stock and Barrel (TV) : Sam Hartwig
- 1972 : Die Sister, Die! (en) de Randall Hood
- 1973 : Scorpio de Michael Winner : Man in hotel
- 1973 : Le Cercle noir (The Stone Killer) : Fussy Man
- 1973 : Les Rues de San Francisco (The Streets of San Francisco), (série TV) - Saison 2, épisode 6, Le Timbre de la Mort (The Stamp of Death), de Seymour Robbie : Hawkins
- 1964 : Another World (série télévisée) : Mackenzie 'Mac' Cory #1 (1973)
- 1974 : Night Games (TV) : Judge Ambrose
- 1974 : Rex Harrison Presents Stories of Love (TV)
- 1974 : Le monstre est vivant (It's Alive) : The Executive
- 1974 : The F.B.I. Story: The FBI Versus Alvin Karpis, Public Enemy Number One (TV) : Dr. Willards
- 1975 : Demon, Demon (TV)
- 1976 : The Kids from C.A.P.E.R. (série télévisée) : Sergeant Vinton
- 1976 : Alex ou la liberté (Alex & the Gypsy) : Judge Ehrlinger
- 1977 : Fraternity Row : Brother Abernathy
- 1977 : It Happened One Christmas (TV) : Judge
- 1978 : The Seniors (en) de Rodney Amateau : The Bishop
- 1979 : Pleasure Cove de Bruce Bilson (téléfilm) : Fat Man at Bar
- 1979 : Institute for Revenge (TV) : Senator
- 1979 : Aunt Mary (TV) : Berwick
- 1982 : L'Exécuteur de Hong Kong (Forced Vengeance) : Carl Gerlich